# Danville (Géorgie)
Pour les articles homonymes, voir Danville.
Danville est une ville des comtés de Twiggs et Wilkinson, dans l'État de Géorgie, aux États-Unis. Elle comptait 238 habitants au recensement de 2010.

## Démographie
| 1910 | 1920 | 1930 | 1940 | 1950 | 1960 |
| ---- | ---- | ---- | ---- | ---- | ---- |
| 299  | 436  | 419  | 423  | 461  | 264  |

| 1970 | 1980 | 1990 | 2000 | 2010 | - |
| ---- | ---- | ---- | ---- | ---- | - |
| 515  | 529  | 480  | 373  | 238  | - |